# Атагіс
Атагіс (Attagis) — рід сивкоподібних птахів родини тинокорових (Thinocoridae). Містить два види.

## Поширення
Рід поширений в Південній Америці. Трапляється у гірських районах Патагонії та Анд від Еквадору до мису Горн.

## Опис
Зовні птахи схожі на куріпок з короткими ніжками та довгими крилами. Тіло завдовжки до 28 см та вагою 400 г.

## Види
- Attagis gayi — атагіс рудочеревий
- Attagis malouinus — атагіс білочеревий